# ایالات گریس
ایالت گریس (به انگلیسی: State of Grace) یک فیلم جنایی و نئو-نوآر آمریکایی محصول سال ۱۹۹۰ به کارگردانی فیل ژوانو با بازی شان پن، اد هریس، گری اولدمن، رابین رایت، جان تورتورو و جان سی ریلی است.

## داستان
یک پلیس نیویورک استخدام می‌شود که به شهر زادگاهش بازگردد و به عنوان یک مأمور مخفی در مافیایی نفود کند که به دست برادر بهترین دوستش اداره می‌شود…

## باکس آفیس
این فیلم به صورت محدود در تارخ ۱۴ سپتامبر ۱۹۹۰ در سینماها اکران شد. گیشه هفته اول مجموعاً ۱۷۹ هزار دلار (با ۱۴ سالن) بود.
ایالت گریس به عنوان یک فیلم کالت شناخته شده‌است.